# Isthmiade ichneumoniformis
Isthmiade ichneumoniformis là một loài bọ cánh cứng trong họ Cerambycidae.